# Ákos Rózmann
Dans le nom hongrois Rózmann Ákos, le nom de famille précède le prénom, mais cet article utilise l’ordre habituel en français Ákos Rózmann, où le prénom précède le nom.
Ákos Rózmann (16 juillet 1939 - 12 août 2005) est un compositeur hongrois de musique électronique et électro-acoustique expérimentale.

## Biographie
Né à Budapest, Hongrie, en 1939, il est diplômé du conservatoire Bártók à Budapest et de l'Académie Liszt.
En 1971, il obtient une bourse d'études pour un cursus de musique électronique à Stockholm où il restera jusqu'à la fin de ses jours.
Dès lors, il embrasse entièrement cette nouvelle carrière dans la musique électronique, affirmant que la musique classique « n'a pas d'avenir ».

## Style et influences
Ses compositions hautement émotionnelles expriment la plupart du temps l'opposition du bien et du mal, et sont influencées par son intérêt pour la religion Bouddhiste, dont il dépeint la roue de l'existence karmique dans son album 12 Stationer.